# Кудкерк-Бранш (кантон)
Кудке́рк-Бранш (фр. Coudekerque-Branche, нидерл. Nieuw-Koudekerke) — кантон во Франции, находится в регионе О-де-Франс, департамент Нор. Входит в состав округа Дюнкерк.

## История
До 2015 года в состав кантона входили коммуны:
- Дюнкерк (центр Дюнкерка, центр присоединенных коммун Мало-ле-Бен и Розендаэль)
- Кудкерк-Бранш
- Кудкерк-Виллаж

В результате реформы 2015 года состав кантона был изменен — в него были включены коммуны, входившие в состав упраздненных кантонов Берг, Бурбур, Дюнкерк-Уэст и Дюнкерк-Эст.
С 1 января 2016 года коммуны Кудкерк-Виллаж и Тетегем  объединились в новую коммуну Тетегем-Кудкерк-Виллаж.

## Состав кантона с 1 января 2016 года
В состав кантона входят коммуны (население по данным Национального института статистики за 2017 г.):
- Армбу-Каппель (2 281 чел.)
- Берг (3 653 чел.)
- Бьерн (1 831 чел.)
- Каппель-ла-Гранд (7 899 чел.)
- Кудкерк-Бранш (21 134 чел.)
- Спикер (1 807 чел.)
- Стеен (1 354 чел.)
- Тетегем-Кудкерк-Виллаж (8 341 чел.)
- Юксем (1 411 чел.)

## Политика
На президентских выборах 2022 г. жители кантона отдали в 1-м туре Марин Ле Пен 36,1 % голосов против 26,0 % у Эмманюэля Макрона и 16,5 % у Жана-Люка Меланшона; во 2-м туре в кантоне победила Ле Пен, получившая 55,3 % голосов. (2017 год. 1 тур: Марин Ле Пен – 33,4 %,  Жан-Люк Меланшон – 19,7 %, Эмманюэль Макрон – 18,3 %, Франсуа Фийон – 13,4 %; 2 тур: Ле Пен – 51,4 %. 2012 год. 1 тур: Франсуа Олланд — 28,5 %, Марин Ле Пен — 25,2 %, Николя Саркози — 22,7 %; 2 тур: Олланд — 53,9 %).
С 2021 года кантон в Совете департамента Нор представляют вице-мэр города Кудкерк-Бранш Барбара Байоль (Barbara Bailleul) (Разные левые) и мэр города Каппель-ла-Гранд Жюльен Гокель (Julien Gokel) (Социалистическая партия) .
|                | Кандидаты                        | Партия                      | Первый тур | Первый тур     | Второй тур | Второй тур |
| Кол-во голосов | Кандидаты                        | Партия                      | % голосов  | Кол-во голосов | % голосов  |            |
| -------------- | -------------------------------- | --------------------------- | ---------- | -------------- | ---------- | ---------- |
|                | Барбара Байоль Жюльен Гокель     | Левый блок                  | 5 661      | 42,62          | 7 287      | 56,73      |
|                | Жюльетта Жонкер Поль-Луп Тронкуа | Правый блок                 | 3 550      | 26,73          | 5 559      | 43,27      |
|                | Виржини Сойер Микаэль Фонтен     | Национальное объединение    | 2 808      | 21,14          |            |            |
|                | Мирьям Сантюн Эрик Стробан       | Европа Экология — «Зелёные» | 1 264      | 9,52           |            |            |

|                | Кандидаты                      | Партия                      | Первый тур | Первый тур     | Второй тур | Второй тур |
| Кол-во голосов | Кандидаты                      | Партия                      | % голосов  | Кол-во голосов | % голосов  |            |
| -------------- | ------------------------------ | --------------------------- | ---------- | -------------- | ---------- | ---------- |
|                | Изабель Бюльте Бенуа Вандеваль | Левый блок                  | 5 386      | 28,46          | 10 013     | 54,37      |
|                | Анита Жинко Мерлен Эмон        | Национальный фронт          | 6 886      | 36,38          | 8 405      | 45,63      |
|                | Режин Мартель Поль-Луп Тронкуа | Правый блок                 | 4 587      | 24,24          |            |            |
|                | Марсель Лефевр Кати Сваль      | Европа Экология — «Зелёные» | 1 176      | 6,21           |            |            |
|                | Амели Фено Жозе Шиманьяк       | Разные левые                | 892        | 4,71           |            |            |

|  | Кандидат     | Партия                  | % голосов |
|  | ------------ | ----------------------- | --------- |
|  | Жоэль Карбон | Социалистическая партия | 64,15     |
|  | Сандра Ка    | Национальный фронт      | 35,85     |

|  | Кандидат     | Партия                    | % голосов |
|  | ------------ | ------------------------- | --------- |
|  | Жоэль Карбон | Социалистическая партия   | 63,99     |
|  | Стефан Кроо  | Союз за народное движение | 36,01     |